# Paloma Creek South
Paloma Creek South est une census-designated place située dans le comté de Denton, dans l’État du Texas, aux États-Unis. Sa population s’élevait à 2 753 habitants lors du recensement de 2010.